# Xylocoris sordidus
Xylocoris sordidus är en insektsart som först beskrevs av Reuter 1871.  Xylocoris sordidus ingår i släktet Xylocoris och familjen näbbskinnbaggar. Inga underarter finns listade i Catalogue of Life.